# Lo que callamos las mujeres (serie de televisión gualtemalteca)
Lo que callamos las mujeres es un unitario guatemalteco, producido por Canal 3 desde el 2015, se emite de Lunes a Viernes a las 10:00 h.

## Sinopsis del programa
Basado sobre los guiones originales de Elisa Salinas, Lo que callamos las mujeres muestra las problemáticas a las que se enfrentan las mujeres en su vida cotidiana y se intenta mostrar una alternativa de solución para cada situación, siempre y cada día con un capítulo diferente. Dependiendo del capítulo a transmitir al aire, se muestran los datos para contactar ya sea a una asociación civil o a una fundación como ayuda para el televidente.

## Elenco
- El elenco del melodrama varia según el capítulo a emitir.

## Versiones
- Lo que callamos las mujeres es la adaptación guatemalteca de la serie mexicana Lo que callamos las mujeres, producida desde el año 2000 hasta la actualidad por TV Azteca.

- Datos: Q25412910